# John Steuart Curry
John Steuart Curry (Dunavant (Kansas), 14 de noviembre de 1897 - Madison (Wisconsin) 29 de agosto de 1946) fue un pintor estadounidense. Fue conocido por representar el estilo de vida de Kansas en sus pinturas. Junto a Thomas Hart Benton y Grant Wood, fue uno de los principales representantes del regionalismo estadounidense durante la primera mitad del siglo XX.

## Biografía
Curry nació en una granja en Dunavant (Kansas), siendo el primero de los cinco hijos de Smith y Margaret Curry. A pesar de haber crecido en una granja, sus dos padres fueron a la universidad e incluso visitaron Europa durante su luna de miel. La mayor parte de su infancia y adolescencia, Curry trabajó cuidando animales en la granja y además asistió a una escuela secundaria cercana, en donde destacó en los deportes. El hogar de la familia estaba lleno de reproducciones de las obras de Peter Paul Rubens y Gustave Doré, cuyos estilos influyeron grandemente la obra de Curry.
Su familia era muy religiosa, al igual que la mayoría de la población de Dunavant. Curry fue alentado para que pintara animales y a los 12 años recibió su primera clase de arte. En 1916, entró al Kansas City Art Institute, pero se transfirió al Art Institute of Chicago un mes más tarde y permaneció allí durante dos años. En 1918, se matriculó en el Geneva College en Beaver Falls (Pensilvania). Después de graduarse, trabajó como ilustrador entre 1921 y 1926. Curry trabajó para varias revistas, incluyendo Boys Life, St. Nicholas, County Gentleman y The Saturday Evening Post.
En 1926, Curry pasó un año en París estudiando las obras de Gustave Courbet y Honoré Daumier así como las técnicas de color de Tiziano y Peter Paul Rubens. Después de regresar a los Estados Unidos, se asentó en Nueva York y se casó con Clara Derrick. Poco después, la pareja se mudó a Westport (Connecticut) en 1924. Clara murió en junio de 1932 y durante los próximos dos años Curry se dedicó a trabajar en su estudio. También viajó con el Ringling Brothers Circus y fue durante este periodo que pintó The Flying Cadonas. En 1934, se casó con Kathleen Gould. En 1936, fue nombrado artista residente del Agricultural College de la Universidad de Wisconsin-Madison. Esto le permitió viajar por Wisconsin y promover el arte en las comunidades rurales. En 1936, recibió una comisión para pintar un mural para el Robert F. Kennedy Department of Justice Building en Washington D. C. También recibió una comisión para realizar un mural en el Capitolio Estatal en Topeka. Curry continuó su trabajo hasta que murió de un ataque cardíaco a los 48 años en 1946.

## Regionalismo
Curry formó parte del Triunvirato del Medio Oeste del Regionalismo Estadounidense, el cual incluía a Thomas Hart Benson y Grant Wood, quienes eran aclamados como los tres grandes pintores del regionalismo. Este movimiento estaba asociado con el área al oeste del Río Misisipi, principalmente Iowa, Misuri y Kansas. El regionalismo surgió como una respuesta a la centralización, la cual promovía la producción en masa y disminuía las características individuales. Curry mostraba en sus obras familias sobreviviendo a desastres naturales como una metáfora de los efectos de la Gran Depresión en el Medio Oeste.